# Can Vinyals (Flaçà)
Can Vinyals és una masia de Flaçà (Gironès) declarada bé cultural d'interès nacional.

## Descripció
És un gran casal de planta rectangular, modificat i ampliat en diferents etapes. Les parets són de pedra morterada i deixen a la vista els carreus que emmarquen les obertures, les llindes de les quals són monòlits. La coberta és de teula a dues vessants, amb ràfecs de quatre fileres formats per rajoles planes i teula girada. El canal també està fet amb teules i presenta gàrgoles metàl·liques zoomòrfiques.
A la planta baixa es troba la capella de la Mare de Déu del Carme. La planta noble es desenvolupa en el primer pis, on es troben les estances principals. A la segona planta i a ambdós extrems de l'edifici hi ha unes àmplies galeries amb arcs rebaixats. Es conserva una torre de defensa de planta quadrangular a la part meridional del complex, que forma part del sector més antic de l'edifici. A la banda nord hi ha una altra torre, de planta circular i corsera, afegida al segle xix.

## Història
És conegut llinatge, la seva antiguitat queda palesa en la tradició segons la qual S. Bonaventura s'allotjà en aquesta casa, una imatge del Sant, prop l'antiga escala principal ho testimonia. L'emperador Carles V va atorgar títol de noble a Bernat Vinyals el 23 de juny de 1585. Pere de Vinyals Veguer fou tinent general de l'exèrcit austríac des de 1733, i l'emperador l'hi va concedir a Viena, al 1723, el títol de Comte. Joan i Mateu de Vinyals Ribot i el fill d'aquest van ser habilitats com a cavallers a les Corts de 1626.
La restauració de la casa es deu a Bonaventura de Vinyals de Font, assessorat segurament per Rafael Masó i Valentí.
El 1959 es va restaurar la capella del Carme, feta per Josep Vinyals el 1718, hi ha un altar barroc. La coberta de la torre quadrada del vessant sud es modificà a principis dels anys quaranta.